# Favaios
Favaios is een deelgemeente (parochie, in het Portugees: freguesia) van de gemeente Alijó in het noordoosten van Portugal. De plaats heeft 1064 inwoners (2011).
De plaats staat bekend om de Moscatel de Favaios.

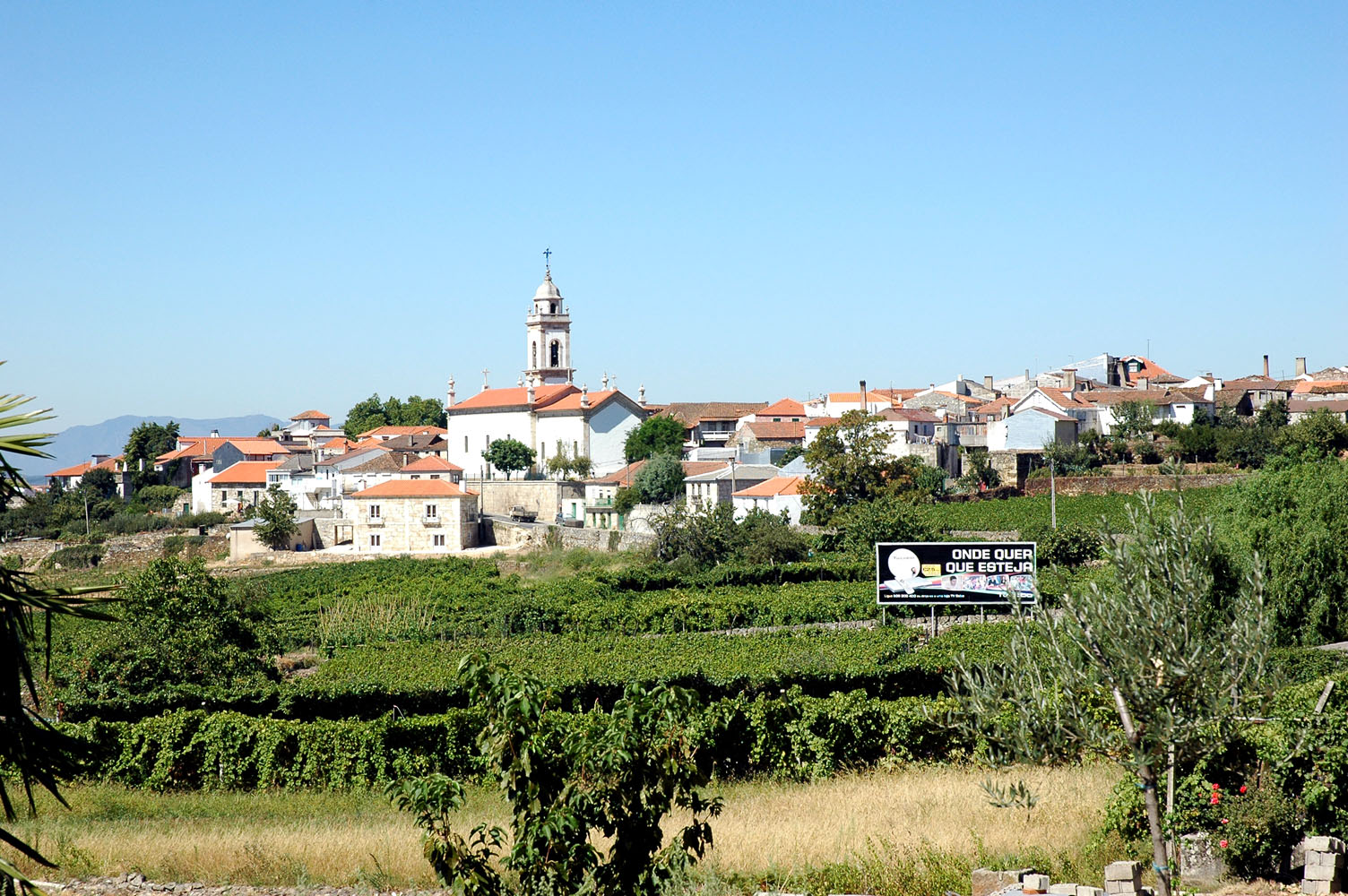
Favaios

## Geschiedenis
In de streek rond Favaios zijn sporen van menselijke bewoning uit de ijzertijd teruggevonden. Later werd het gebied door de Romeinen bezet. De nederzetting Flavias, genoemd naar Flavius, lag aan een Romeinse weg.
In de 8e eeuw veroverden de Moren het Romeinse fort Flávias. De bewoners trokken weg en vestigden zich in nieuwe woonplaatsen in de regio São Bento, van waaruit ze de Moren bevochten. Na het vertrek van de Moren werd Favaios langzaam weer opgebouwd.
Favaios kreeg in 1211 de Carta de Alforria, een vrijheidsbrief, van Alfons II. In 1270 volgde Alfons III met de toekenning van een zogenaamde foral, een vorm van stadsrechten.
Het behield zijn stadsrechten tot 1858 wanneer het werd samengevoegd met vijf andere parochies tot één gemeente.

## Bevolking
Het heeft 1.064 inwoners (2011). Daarmee is het inwonersaantal sinds 1950 meer dan gehalveerd en staat op een historisch laagtepunt sinds het begin van de volkstelling in 1864. De jonge bevolking trekt weg naar de kust of het buitenland op zoek naar een betere toekomst.

## Activiteiten
De plaats staat bekend om de wijnen van Adega Cooperativa de Favaios, vooral om de Moscatel de Favaios. 
Wijnbouw langs de Douro is de basis van de lokale economie, vooral met VQPRD-wijnen (kwaliteitswijnen geproduceerd in een afgebakende regio).
Er is tevens een bescheiden bakkersindustrie en een handwerknijverheid met Arraiolostapijten. In het plaatselijke museum Núcleo Museológico Favaios, Pão e Vinho (Museum Favaios, brood en wijn) worden die activiteiten nader toegelicht.